# Castello di Villalta
Das Castello di Villalta ist eine hochmittelalterliche Burg in Villalta, einem Ortsteil von Fagagna in der italienischen Region Friaul-Julisch Venetien. Die Burg liegt in 165 Metern Höhe über der Ebene an einem Hang an der Via Castello di Villalta, 27.

## Geschichte
Die Burg wurde um das Jahr 1000 auf den Ruinen einer kleinen, römischen Festung errichtet, die ihrerseits an einer Stelle stand, an der bereits eine prähistorische Burg war. Im Jahre 1158 wurde das Castello di Villalta erstmalig urkundlich erwähnt. 1216 widerstand Enrico der Ältere di Villalta zuerst einer Belagerung der Truppen von Ezzelino III. da Romano und dann gelang es ihm, sie zurückzudrängen. Während des Bauernaufstandes von 1511, der als „Crudele Giovedì Grasso“ (dt.: Grausamer, fetter Donnerstag) bekannt wurde, wurde auch das Castello di Villalta angegriffen und halb zerstört. Einige Tage später zerstörte ein starkes Erdbeben, was der Bauernaufstand übriggelassen hatte. Die Burg gehörte derselben Familie (Villalta-Caporiacco) wie das Castello di Fagagna. Später wurde sie wiederaufgebaut und geriet unter die Herrschaft der Republik Venedig. 1797 eroberten napoleonische Truppen die Burg.